# Новосёлки (Арзамасский район)

Новосёлковская школа

Въезд в Новосёлки

Дома в Новосёлках

Новосёлки — село в Арзамасском районе Нижегородской области. Входит в состав Бебяевского сельсовета.
Село располагается на левом берегу реки Тёши.

## Население

Новосёлковские пейзажи

| 1999 | 2002 | 2010 |
| ---- | ---- | ---- |
| 615  | ↗703 | ↗755 |

## Церковь
В селе находится церковь Троицы Живоначальной. Трёхпрестольная. Престолы: Троицы Живоначальной, Казанской иконы Божией Матери, Николая Чудотворца. Год постройки: 1862.

Узкоколейная дорога в Новосёлках